# Public Library of Science
Public Library of Science (PLoS) är ett ideellt förlagsprojekt, vilket syftar till att skapa ett antal vetenskapliga tidskrifter som baseras på principen om öppet innehåll. 
Public Library of Science började våren 2001 som ett upprop online av Patrick O. Brown, en biokemist på Stanford University och Michael Eisen, en biolog på University of California, Berkeley. Uppropet uppmanade alla vetenskapsmän att åta sig att från september 2001 upphöra att publicera artikar i tidskrifter som inte tillgängliggjorde hela artiklarnas innehåll fritt, antingen omedelbart eller efter en karens på några månader. 
Initiavtagarna till uppropet startade därefter en egen tidskrift tillsammans med Harold E. Varmus efter förebild av den brittiska organisationen BioMed Central, som publicerat vetenskapliga artiklar under fri licens  i Genome Biology och Journal of Biology sedan 1999. Public Library of Science började fungera som ett förlag i oktober 2003 med lanseringen av PLoS Biology
Alla artiklar publiceras under Creative Commons-licens. Artikelförfattarna betalar en avgift för publiceringen.
Initiativet har inspirerat till Berlindeklarationen om fri tillgång till kunskap inom vetenskaperna från forskare vid tyska Max Planck-sällskapet.

## Tidskrifter
- PLoS Biology, från 2003
- PLoS Medicine, ISSN 1549-1676, från oktober 2004
- PLoS Computational Biology, ISSN 1553-7374, från juni 2005
- PLoS Genetics, ISSN 1553-7404, från juli 2005
- PLoS Pathogens, ISSN 1549-1676, från september 2005
- PLoS Clinical Trials, ISSN 1555-5887, från maj 2006, senare sammanslagen med PLoS ONE
- PLoS ONE, från december 2006
- PLoS Neglected Tropical Diseases, ISSN 1935-2735, från oktober 2007
- PLoS Hub for Clinical Trials, från 2007
- PLoS Currents]', ISSN 2157-3999, från augusti 2009
- PLoS Global Public Health, ISSN 2767-3375 : från oktober 2021